# 2-Amino-3,4-dimethylimidazo(4,5-f)chinolin
2-Amino-3,4-dimethylimidazo[4,5-f]chinolin (MeIQ) ist eine chemische Verbindung aus der Gruppe der heterocyclisches Amine.

## Vorkommen
2-Amino-3,4-dimethylimidazo[4,5-f]chinolin wurde in gekochten Lebensmitteln als Nebenprodukt der Bräunungsreaktion, sowie in Tabakrauch nachgewiesen.

## Eigenschaften
2-Amino-3,4-dimethylimidazo[4,5-f]chinolin ist ein kristalliner Feststoff, der löslich in Methanol ist. Die Verbindung ist im Ames-Test mutagen für Salmonella Typhimurium.

## Verwendung
2-Amino-3,4-dimethylimidazo[4,5-f]chinolin wird in der Forschung bei der Untersuchung zellulärer Signalwege eingesetzt, wo sie als Instrument zur Aufklärung der Funktion von Enzymen und Rezeptoren dienen kann.

## Regulierung
Über den Safe Drinking Water and Toxic Enforcement Act of 1986 besteht in Kalifornien seit 1. Oktober 1994 eine Kennzeichnungspflicht für Produkte, die MeIQ enthalten.